# 胆烷
胆烷（英語：Cholane）是一类环状三萜化合物，常见的为两种立体异构体，5α-胆烷 和 5β-胆烷，其名称来源于希腊语词汇胆汁（χολή，chole），指这一类化合物最早提取自美国牛蛙（Rana catesbeiana）的胆汁。这一化合物本身并没有多少用途，但其为许多的有功能化合物的母結構，包括一些固醇、甾体和胆汁酸（如胆酸）。

5α-胆烷
5β-胆烷